# Ngân hàng Đông Dương

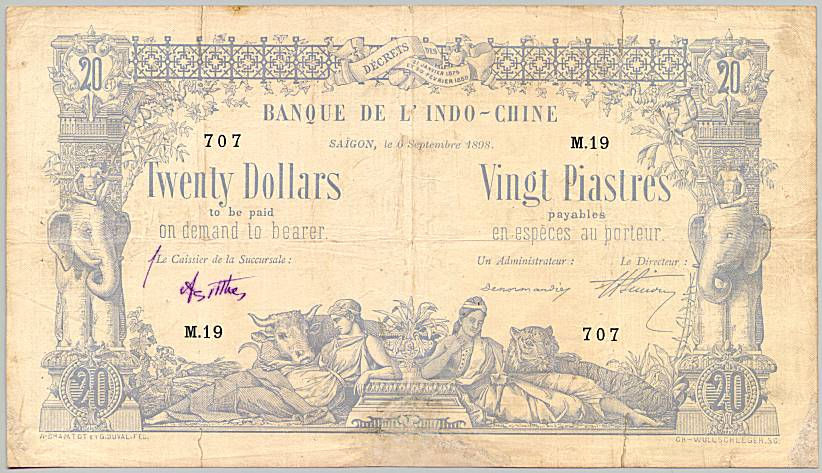
Tờ giấy bạc trị giá 20 piastre tức đồng bạc Đông Dương do Ngân hàng Đông Dương phát hành năm 1898, Sài Gòn.

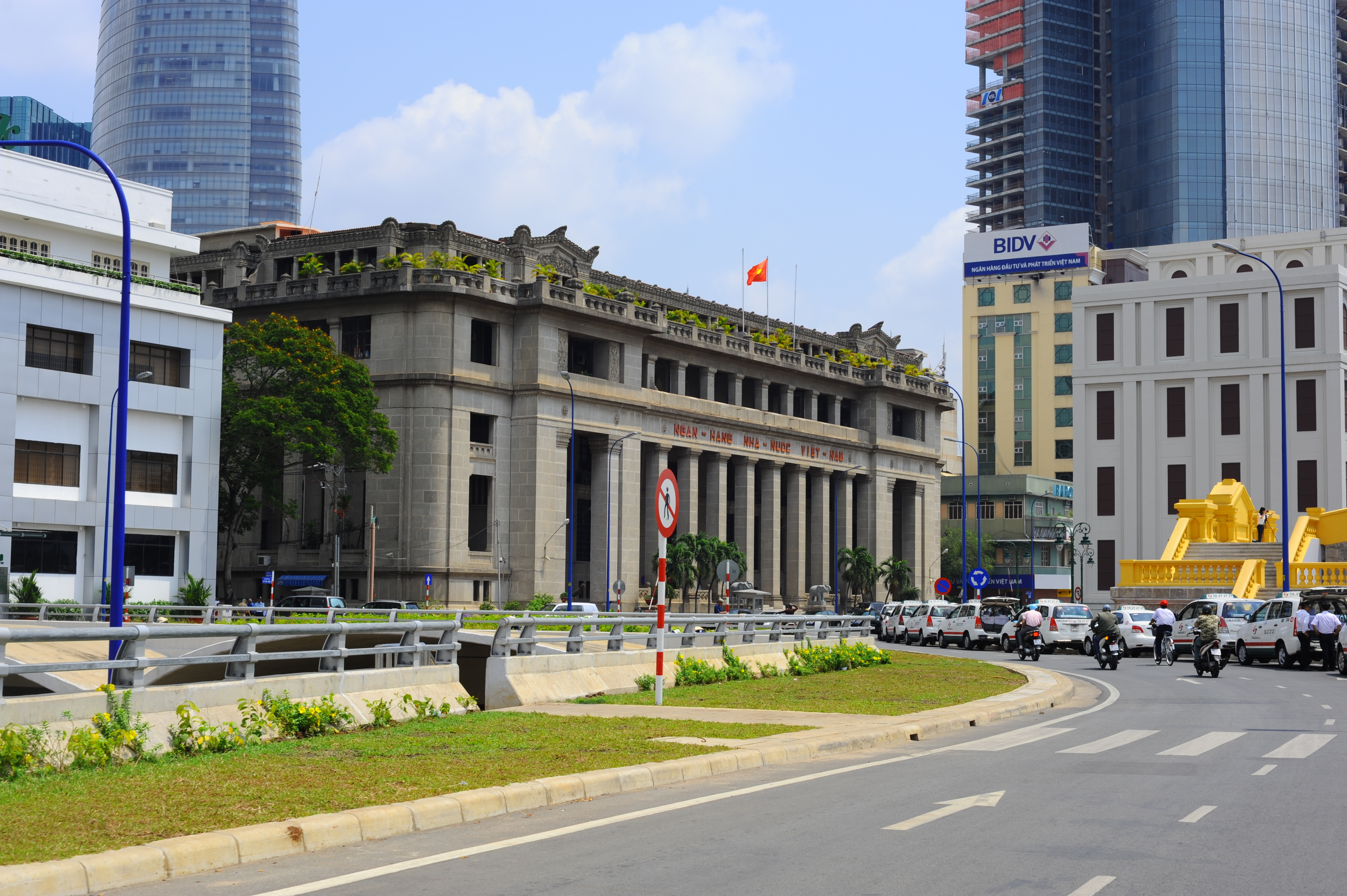
Trụ sở Sài Gòn của Ngân hàng Đông Dương, sau là Ngân hàng Quốc gia Việt Nam dưới chế độ Việt Nam Cộng hòa, hiện nay là Ngân hàng Nhà nước Việt Nam Chi nhánh Thành phố Hồ Chí Minh

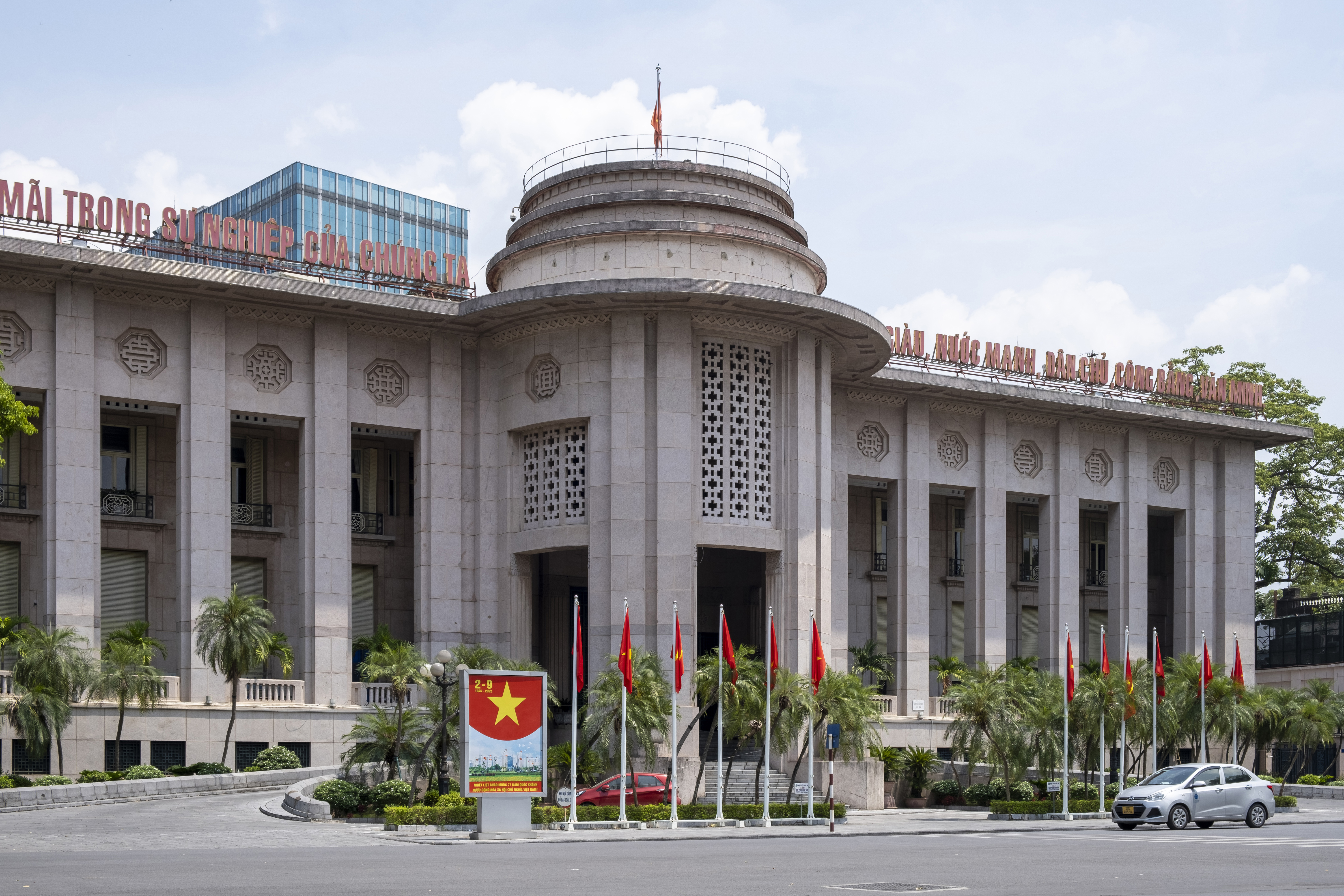
Trụ sở Ngân hàng Đông Dương ở Hà Nội, nay là Ngân hàng Nhà nước Việt Nam

Ngân hàng Đông Dương tức Banque de l'Indochine (viết tắt BIC) là một ngân hàng và cơ sở tài chính được thành lập vào ngày 21 tháng 1 năm 1875 ở thủ đô Paris của nước Pháp để phát hành tiền mặt cho các xứ thuộc địa của Pháp ở Châu Á cũng như điều hành quyền lợi kinh tế của Pháp ở Viễn Đông. Hai chi nhánh đầu tiên của BIC được đặt tại Sài Gòn và Hải Phòng. Hai cơ sở này tuy là một công ty tư nhân nhưng hoạt động như là một ngân hàng trung ương với nhiều đặc quyền tại Liên bang Đông Dương.

## Lịch sử

### Thành lập
Ngân hàng Đông Dương (Banque de I’Indochine, viết tắt là BIC) được thành lập theo sắc lệnh của tổng thống Pháp ngày 21 tháng 1 năm 1875. Chính quyền Pháp có ý định xây dựng Ngân hàng Đông Dương thành một ngân hàng chuyên phát hành, cho vay nặng lãi và chiết khấu. Ngân hàng này có đặc quyền trong vòng 20 năm. Họ có một đặc quyền hơn hẳn các ngân hàng thuộc địa khác: Họ được nắm độc quyền phát hành đồng bạc Đông Dương
Vào thời điểm đó Nam kỳ tuy đã trở thành thuộc địa của Pháp, vẫn sử dụng đồng tiền cổ truyền của người Việt cùng đồng bạc Mexico lưu hành từ trước khi liên quân Pháp - Tây Ban Nha mở cuộc xâm lược Đông Dương. Ngân hàng Đông Dương ra đời với nhiệm vụ phát hành đồng bạc Đông Dương để thay thế các loại tiền cũ cùng để người Pháp điều khiển kinh tế xứ thuộc địa mới này.

### Mở rộng hoạt động
Trụ sở chính của ngân hàng được đặt ở Paris và một chi nhánh ở Sài Gòn (Nam Kỳ thuộc Pháp). Sau khi Pháp mở rộng cuộc xâm lược Việt Nam thì Ngân hàng Đông Dương lại mở thêm các chi nhánh tại Trung kỳ (Huế) và Bắc kỳ (Hải Phòng). Hai năm sau khi thành lập Liên bang Đông Dương, vào năm 1887 thì ngân hàng lại mở thêm nhiều chi nhánh nữa trên toàn cõi Đông Dương và các thuộc địa của Pháp ở Ấn Độ nhằm tạo thuận lợi cho việc mua bán thuốc phiện từ Ấn Độ.
Năm 1898, Bộ Ngoại giao Pháp yêu cầu Ngân hàng Đông Dương mở rộng phạm vi hoạt động sang Trung Quốc và Thái Lan để hỗ trợ cho các hoạt động ngoại giao và quân sự. Bộ Tài chính Pháp tán thành chủ trương trên và tăng vốn pháp định của ngân hàng lên thành 24 triệu franc. Theo chính sách đó, vào năm 1899, Ngân hàng Đông Dương mở chi nhánh đầu tiên ở Hong Kong, 1 năm sau, họ lại mở tiếp 1 chi nhánh nữa ở Thượng Hải, rồi cả ở Hán Khẩu và Quảng Châu (1902), ở Thiên Tân và Bắc Kinh (1907) và Mông Tự (1913).
Ngân hàng Đông Dương tham gia một số hoạt động quan trọng ở Trung Quốc trong đó có việc xuất ngân cho vay khoản tiền xây dựng đường sắt Quảng Châu – Hán Khẩu.
Sau Chiến tranh thế giới thứ nhất, Ngân hàng Đông Dương đã trở thành một công cụ tài chính mạnh của Pháp với khoảng 20 chi nhánh, trong đó có sáu ở Đông Dương và sáu ở Trung Quốc, số còn lại ở các thuộc địa Pháp tại Ấn Độ Dương, Thái Bình Dương và châu Á.

### Chấm dứt hoạt động
Sau năm 1953, các chi nhánh của Ngân hàng Đông Dương ở Việt Nam đều bị giải thể. Nhiệm vụ phát hành giấy bạc được chuyển cho Viện Phát hành Quốc gia Việt, Miên, Lào (Institut d'Emission des Etats du Cambodge, du Laos et du Viet-Nam) kể từ năm 1951 rồi giao lại cho Ngân hàng Quốc gia Việt Nam, tức ngân hàng trung ương của Việt Nam Cộng hòa vào năm 1955. Phần thương vụ thì chia cho Ngân hàng Việt Nam Thương tín (thành lập năm 1956) và hậu thân của Ngân hàng Đông Dương là Ngân hàng Pháp Á..
Tuy vắng mặt ở Việt Nam sau năm 1953, Ngân hàng Đông Dương tái hoạt động vào năm 1958 ở những nơi khác ở Á Châu. Năm 1975 thì nhập với Banque de Suez et de L'Union des Mines với tên mới: Banque Indosuez và đến năm 2001 thì nhập vào Alliance Banking Group, hoạt động chính ở Malaysia.

## Tiền phát hành
Ngân hàng Đông Dương đảm nhiệm việc phát hành đồng bạc Đông Dương với lượng hối đoái dựa trên ngân bản vị. Vào thời điểm năm 1930 thì một đồng bạc Đông Dương (piastre) được ấn định hàm giá 27 gr bạc. Hối xuất giữa đồng bạc Đông Dương và quan Pháp là 10 quan Pháp ăn một đồng Đông Dương.
Loạt giấy bạc đầu tiên phát hành năm 1887 mang mệnh giá 5, 20 và 100 piastre. Người Việt ở Nam Kỳ nơi loại tiền này lưu hành trước nhất gọi tờ 5 đồng là tờ "ngẫu" và tờ 20 đồng là tờ "hoảnh".

## Danh sách các Giám đốc Ngân hàng Đông Dương
1. Édouard Hentsch: 1875-1889
2. Charles Sautter: 1889-1892
3. Ernest Denormandie: 1892-1902
4. Jean Hely of Oissel: 1902-1920
5. Albert of Monplanet: 1920-1927
6. Stanislas Simon: 1927-1931
7. Rene Thion of La Chaume: 1932-1936
8. Marcel Borduge: 1936-1941
9. Paul Baudoin: 1941-1944
10. Emile Minost: 1945-1960
11. François de Flers: 1960-1974
12. Jean Maxime-Robert: 1974-1975

## Danh sách các chi nhánh ở châu Á
| Thành phố          | Nước                                                                | Khai trương        | Đóng cửa |
| ------------------ | ------------------------------------------------------------------- | ------------------ | --- |
| Hải Phòng          | Đông Pháp                                                           | 1885               | không có thông tin |
| Hà Nội             | Đông Pháp                                                           | 1887               | không có thông tin |
| Nouvelle Calédonie | Thuộc địa Pháp                                                      | 1888               | Ngân hàng phát hành tiền tới năm 1966. |
| Quảng Châu         | Trung Quốc                                                          | 1889               | không có thông tin |
| Hong Kong          | Thuộc địa Anh                                                       | 1894               | 19742 |
| Thượng Hải         | Trung Quốc                                                          | 1899               | 1955 |
| Thiên Tân          | Trung Quốc                                                          | 1902               | không có thông tin |
| Singapore          | Thuộc địa Anh                                                       | 1905               | không có thông tin |
| Papeete            | Polynesia thuộc Pháp                                                | 1905               | Ngân hàng phát hành tới giữa những năm 1960. Năm 1990, Westpac tiếp quản các hoạt động của Indosuez ở Tahiti.                                                  |
| Quảng Châu Loan    | Thuộc địa Pháp                                                      | 1926               | không có thông tin |
| Yokohama           | Nhật Bản                                                            | Tháng 7, 1941      | Tháng 11, 1942 |
| Tokyo              | Nhật Bản                                                            | Tháng 11, 1942     | Tháng 9, 1945 |
| Port Vila          | Thuộc địa chung Anh-Pháp Tân Thế giới (New Hebrides nay là Vanuatu) | 1948               | Indosuez sáp nhập các chi nhánh vào năm 1978 để thành lập Banque Indosuez Vanuatu. Năm 1993, Banque Indosuez bán các chi nhánh ở Vanuatu cho Ngân hàng Hawaii. |
| Bắc Kinh           | Trung Quốc                                                          | không có thông tin | không có thông tin |

2 Sáp nhập với Banque de Suez.